# Worcester (Wisconsin)
Worcester – miasto w Stanach Zjednoczonych, w stanie Wisconsin, w hrabstwie Price.